# 载宁站
載寧站（韓語：재령역）是位于朝鮮民主主義人民共和國黃海南道载宁郡载宁邑的一個鐵路車站。屬於殷栗線。

## 歷史
- 1920年12月21日，落成使用。

## 邻近车站
殷栗線
金山站 - 載寧站 - 白石站